# Ardozyga mesochra
Ardozyga mesochra là một loài bướm đêm thuộc họ Gelechiidae. Nó được tìm thấy ở Queensland.
Sải cánh dài khoảng 10 mm 

## Hình ảnh

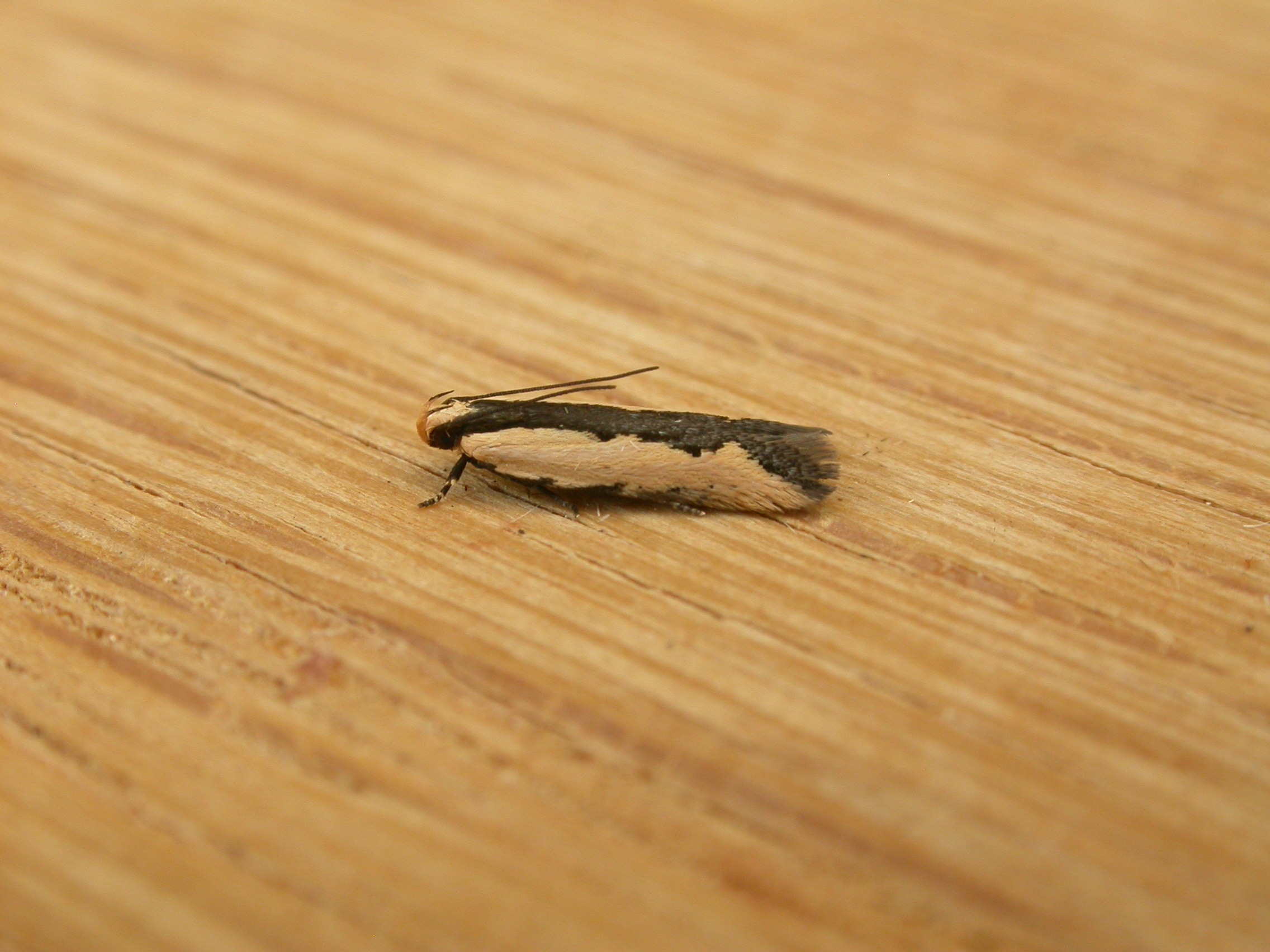